# 셰이크 우마르 다보
셰이크 우마르 다보(영어: Cheick Oumar Dabo, 1981년 1월 12일 ~ )는 말리 출신의 전 축구 선수이다. K리그에서 등록명은 다보를 사용하였으며 공격수로 활약하였다. 부천 SK (현 제주 유나이티드)에 입단하여 2002 시즌-2004 시즌 세 시즌 동안 시즌 통산 77경기 21득점-6도움 (정규리그 66경기 20득점-5도움 / 리그컵 11경기 1득점-1도움)의 기록을 남겼다.